# Aphonopelma marxi
Aphonopelma marxi es una especie de araña migalomorfa del género Aphonopelma, familia Theraphosidae. Fue descrita científicamente por Simon en 1891.
Habita en los Estados Unidos.

## Descripción
Es generalmente de color marrón oscuro a negro, muy peludo, con algunos pelos de color naranja a rojo en el abdomen. El caparazón del macho maduro varía de 8,3 a 10,5 mm (0,33 a 0,41 pulgadas) de largo, siendo la hembra madura más grande, con un caparazón de 13,5 a 15,3 mm (0,53 a 0,60 pulgadas) de largo. La longitud total del cuerpo de una hembra, incluidos los quelíceros, es de unos 35 mm (1,4 pulgadas). A. marxi se puede distinguir de otras especies del género que viven en los mismos lugares por su color oscuro, apariencia peluda en general, tamaño y hábitat. En los machos, la relación entre la longitud del fémur de la primera pata y la longitud del metatarso de la misma pata es superior a 1,69, mientras que en especies similares la relación es menor. En las hembras, la relación entre la longitud del fémur de la primera pata y la longitud del metatarso de la tercera pata es superior a 1,76, siendo menor en especies similares.

## Distribución y hábitat
Aphonopelma marxi está ampliamente distribuida en áreas de mayor elevación en la región de las "Cuatro Esquinas" del norte de Arizona, noroeste de Nuevo México, suroeste de Colorado y sureste de Utah. Se encuentra en una variedad de hábitats, incluidos bosques mixtos de coníferas y estepas de artemisa. La especie se describe como "muy común" en estas áreas, pero es difícil de encontrar ya que normalmente permanece en su madriguera oculta. Las madrigueras de todo el grupo de especies de Marxi se han descrito como "increíblemente difíciles de encontrar".